# Bohrinsel

1 – Plattform,
2 – Deckschicht,
3 – unterschiedliche Bohrungen,
4 – ölhaltige Schicht

Eine Bohrinsel, auch Bohrplattform, als Offshorebauwerk ist eine künstliche Standfläche im Meer, die zum Niederbringen von Bohrungen dient, meistens auf der Suche nach Erdöl oder Erdgas.

## Bauarten

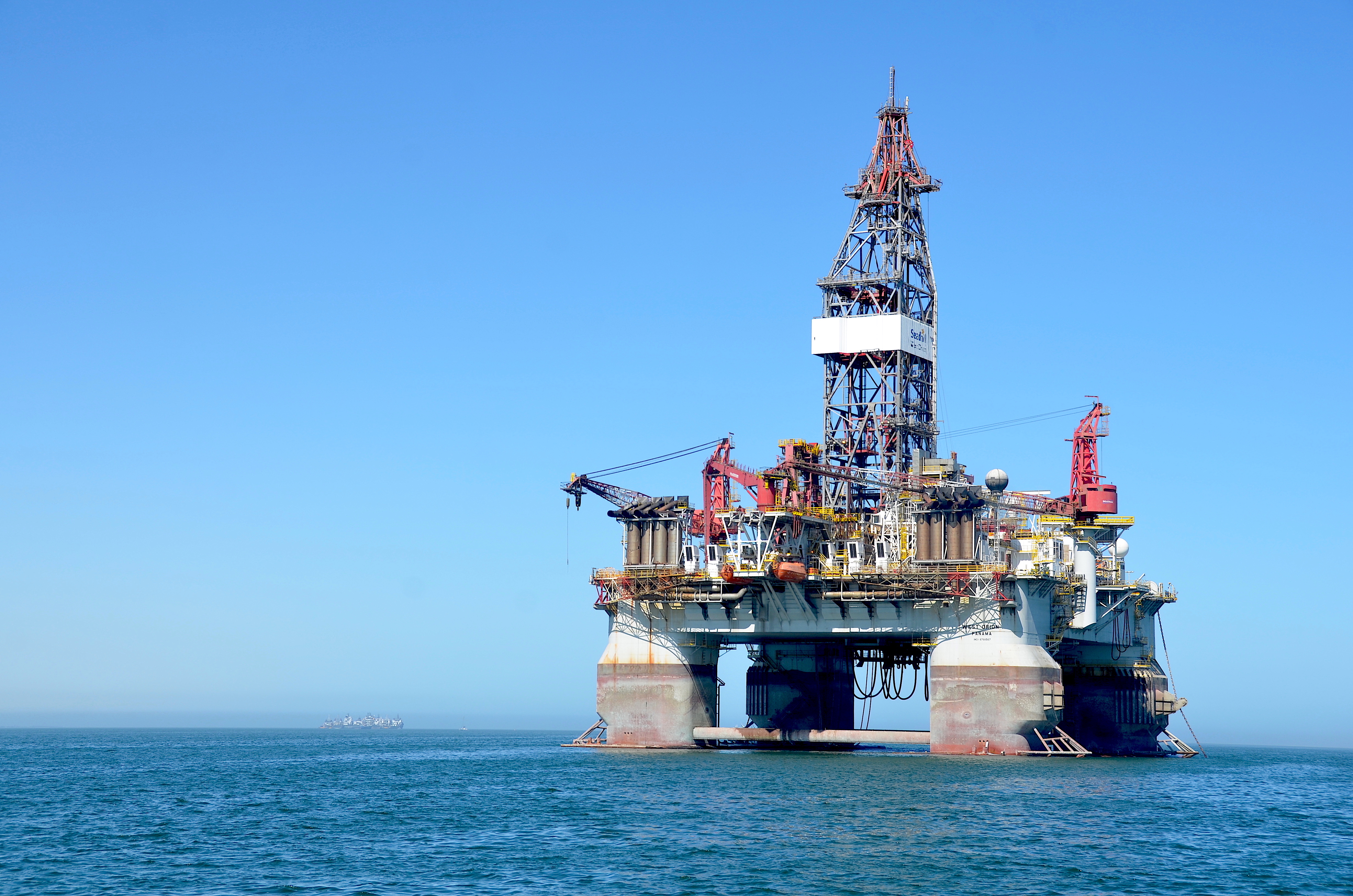
Die Halbtaucherbohrinsel West Orion zur Wartung bei Walvis Bay (2017)

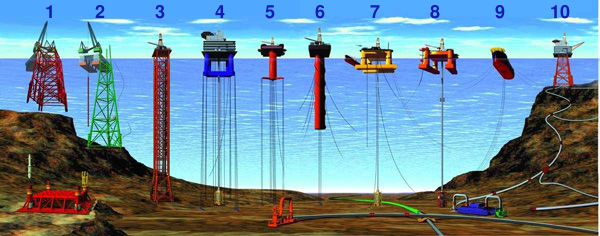
Verschiedene Bauarten von Ölbohrplattformen: 1, 2: Feste Plattform; 3: Turmplattform; 4, 5: Tension leg platform; 6: Spar-Boje; 7, 8: Halbtaucherbohrinsel; 9: Floating Production Storage and Offloading Unit; 10: Completion-Plattform

Es können insgesamt fünf Bauarten unterschieden werden:
- Die feste Plattform (englisch Fixed Platform oder Submersible Rig) steht mit einem festen Sockel aus Stahl oder Beton auf dem Meeresboden. Die Turmplattform (englisch Compliant Tower) steht auf einem oder mehreren Gerüstbeinen aus Stahl. Die festen Plattformen werden von Schleppern zum Zielgebiet gezogen und dort abgesenkt, wo sie bis zum Abwracken verbleiben.
- Die Plattform einer Hubbohrinsel (englisch Jack-up rig) steht auf Gerüstbeinen und ist vertikal beweglich. Sie wird von Schleppern bewegt oder von speziellen Lastschiffen über große Entfernungen transportiert. Sie sind bis zu einer Wassertiefe von 130 m einsetzbar.
- Die Halbtaucherbohrinsel (englisch Semi-submersible rig) hat tief unter der Meeresoberfläche liegende große Auftriebskörper, auf denen die Plattform breitbeinig mit relativ schlanken Pfeilern ruht. Das senkt den Einfluss des Seegangs bei ausreichender Stabilität, zu der Ballast in den Auftriebskörpern beiträgt. Manche dieser Bohrinseln werden durch weit ausgelegte Anker über dem Bohrloch gehalten. Andere halten ihre Position durch einen GPS-basierten und computergesteuerten eigenen Antrieb aus mehreren, um 360° schwenkbaren Strahlrudern. Diese Art von Bohrinseln wird in großen Wassertiefen bis zu 3500 m eingesetzt. Da die Halbtaucherbohrinsel schwimmt, ist sie eine der mobilsten Bohrinselarten.
- Die sogenannte TLP (für englisch Tension leg platform) hat einen zentralen Auftriebskörper, der mit einer horizontalen Platte in ruhiger Tiefe endet. Die Konstruktion wird in aufrechter Lage gehalten durch parallel verlaufende, stark gespannte Stahltrossen zwischen dem Rand der Platte und einzelnen Gewichten am Meeresgrund, selbst bei horizontalem Versatz durch Wind oder Strömung. Eine TLP wird oft auch als Produktionsplattform verwendet.
- Bei einer Variante der TLP ist der Auftriebskörper in Art einer Spierentonne (englisch spar) verlängert und wird nur von einem einzelnen Tension-Leg aufrecht gehalten. Horizontaler Versatz würde zu Neigung der Plattform führen und wird durch höher ansetzende, schräg verlaufende Moorings reduziert.
- Das Bohrschiff stellt eine weitere Form dar. Diese Schiffe werden in sehr großen Wassertiefen eingesetzt (über 3000 m sind üblich) und durch den Schiffsantrieb auf Position gehalten. Der Antrieb besteht ähnlich wie der Halbtaucherbohrinsel oft aus schwenkbaren Strahlrudern oder Propellergondeln, die je nach Bauart des Schiffes positioniert sind.

Die Bohrplattform wird nach Fertigstellung einer oder mehrerer Bohrungen zum nächsten Einsatzort geschleppt oder gefahren. Danach wird ggf. eine Förderplattform über den Bohrlöchern platziert, die dann die Förderung, Aufbereitung und den Weitertransport des Erdöls bzw. Erdgases übernimmt.
Die größte jemals gebaute Förderplattform ist die norwegische Sea Troll der Erdölgesellschaft Statoil mit einer Million Tonnen Wasserverdrängung. Sie misst vom Sockelboden bis zur Spitze des Gasfackelmastes 472 m Höhe und steht seit 1995 auf dem Meeresboden in 303 m Meerestiefe. Stünde sie neben dem Eiffelturm, würde die Sea Troll diesen um 148 Meter überragen.

## Einsatzmöglichkeiten
Von Bohrplattformen aus wird nicht nur senkrecht in die Tiefe gebohrt. Die vorhandenen Möglichkeiten der Abteufung einer oder mehreren Bohrungen von einer Bohrplattform aus gab es schon seit 1975 mit dem Cantilever und auch gab es damals schon die Kickoff-Bohrungen, d. h., es konnte der Öl- oder Gasträger (meistens das Rotliegend) schräg angebohrt werden. Sollten aber in der bisher angebohrten Lagerstätte Formationsbrüche vorkommen (sogenannte Antiklinalen, Diskordanzen), so ist auch die Möglichkeit gegeben, vom selben Ort aus diese bohrtechnisch zu erreichen. Heute kommt durch den bohrtechnischen Fortschritt und durch verbesserte Bohrspülungen eine ganz andere Einsatzmöglichkeit in der Offshore-Förderung zum Einsatz, nämlich das horizontale Durchbohren der Lagerstätte in ihrer angetroffenen Lage auf mehreren hundert Metern Tiefe. Durch dieses Richtbohren ist es möglich, eine Lagerstätte auch von der Seite her auf ihrer ganzen Länge zu erschließen und damit den Öl- oder Gaszufluss spürbar zu erhöhen. So können von wenigen (teuren) Bohr- und Förderinseln aus oft eine angetroffene und auch förderbare Lagerstätte bohrtechnisch komplett abgeteuft und damit zur anschließenden Öl- oder Erdgasförderung auch komplett erschlossen werden. Aber auch hier sind der Entfernung Grenzen gesetzt, zum einen wegen der Hakenlast der Bohrmaschine bzw. der Regellast des Bohrturmes, durch das eingesetzte Bohrgestänge und deren Tensionsfähigkeit und durch die eingesetzten Spülungspumpen mit dem eingesetzten und auch verwendeten Bohrspülungsmedium.
Eine besondere Form von Bohrinseln sind die am Rand der Antarktis in geringer Zahl verwendeten Forschungs-Bohrinseln, die sowohl untermeerisch als auch „untereisisch“ Bohrungen niederbringen, meistens um geologische Forschung zu betreiben, zum Beispiel geologische Klimaforschung und paläontologische Geologie oder um Seismographen zur Erdbebenvorsorge und -erforschung anzubringen.
Bohrinseln dienen oft als Wetterstationen und unterstützen mit ihren Messwerten die über den Ozeanen meistens nur spärlich vorhandenen Daten für die Wetterberechnungen.

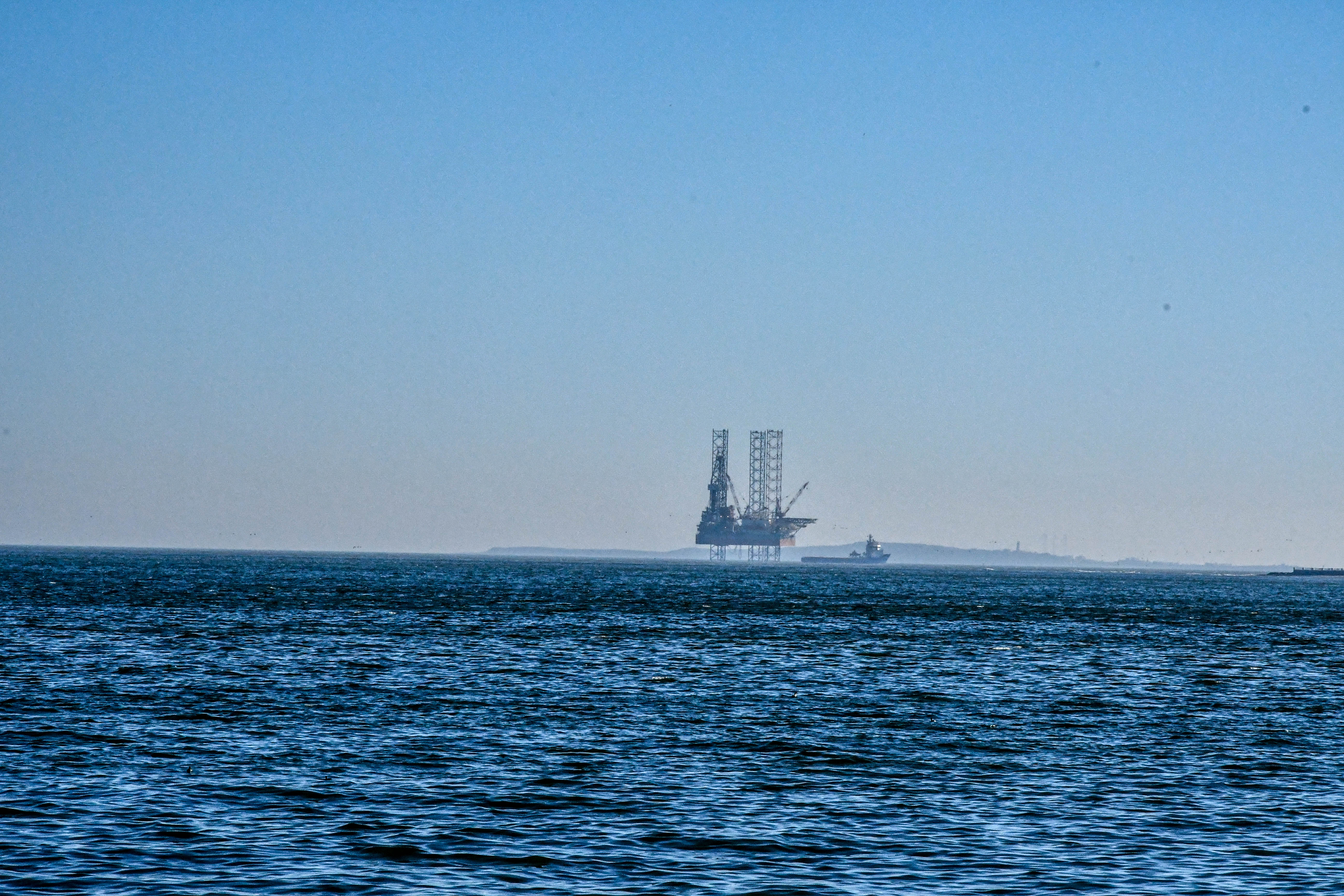
Baku

## Entsorgung
Nachdem zum Beispiel die Ölfelder ausgeschöpft sind, besteht zumindest theoretisch die Möglichkeit, diese Bohr- und Förderplattform zu versenken (vgl. z. B. Brent Spar) und auf diese Weise ein künstliches Korallenriff zu schaffen. Aufgrund der starken Verschmutzung einer solchen Industrieanlage ist dieser Weg der Entsorgung aber kaum umsetzbar, ohne die meistens schon belastete Umwelt weiter zu schädigen. Deswegen beschlossen die 15 Teilnehmerstaaten der OSPAR-Konferenz 1998 ein Versenkungsverbot für Ölplattformen im Nordatlantik.

## Umwelt

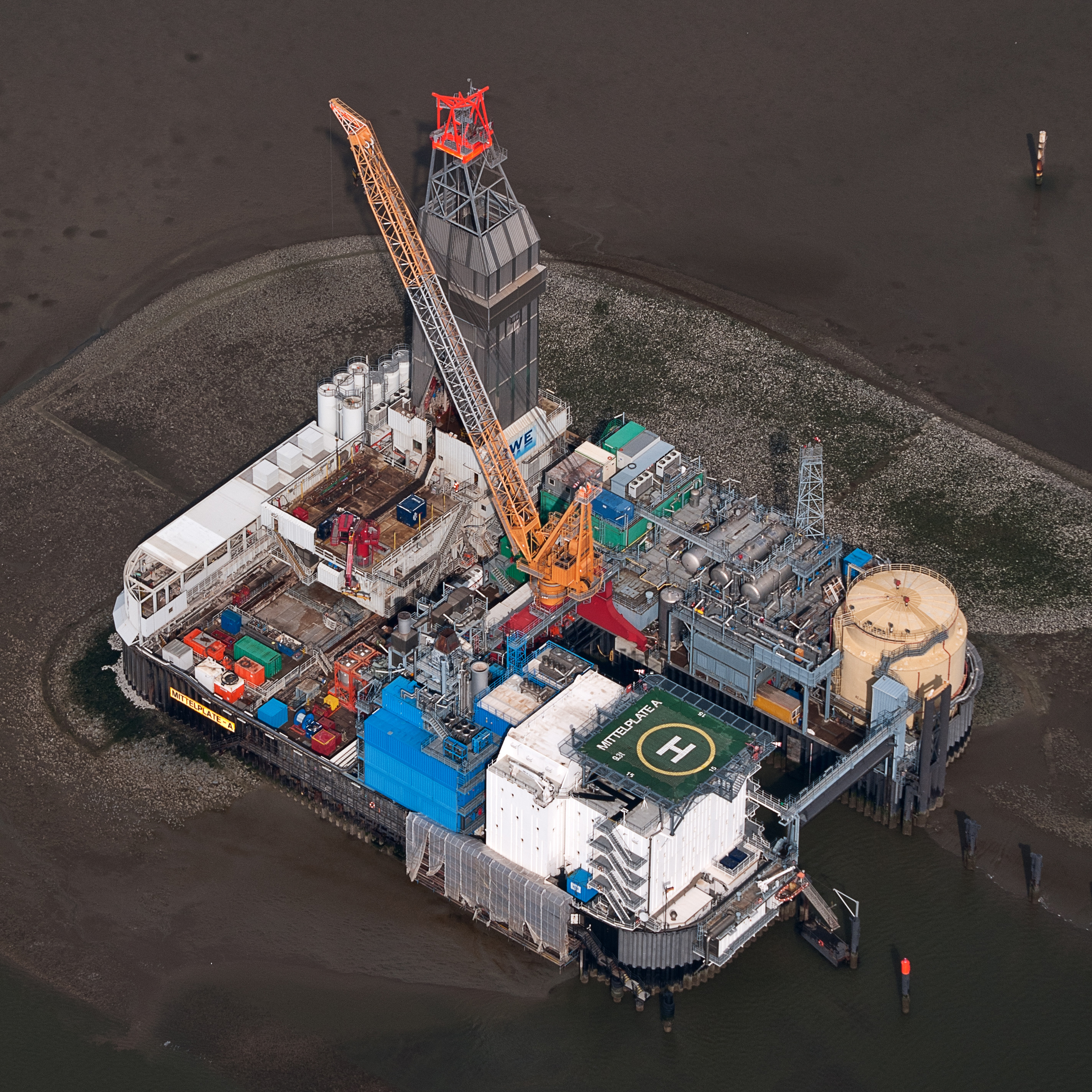
Ölbohrinsel Mittelplate im Wattenmeer der Nordsee

Bohrplattformen stellen abgesehen von lokalen Umweltverschmutzungen als Industrieanlage eine potenziell große Gefahr für die gesamte Umwelt dar, da insbesondere durch sogenannte „Blowouts“ schnell sehr große Wasserflächen durch auslaufendes Öl verschmutzt werden können. So wurde beispielsweise die Ölpest im Golf von Mexiko 2010 durch die Explosion der Bohrplattform Deepwater Horizon ausgelöst, durch die ca. 700.000 Kubikmeter Öl ins Meer flossen.
Bohrplattformen können für die Dauer ihrer Existenz aber auch neue Habitate für Meerestiere bilden. An Bohrinseln in der Nordsee siedeln seit langem schnell wachsende tropische Muschelarten an den dauerhaft warmen Förderrohren und bereiten dort bei stärkerem Bewuchs Probleme. Sie sterben bei Förderstopp ab und hinterlassen eine Kruste, die bei Wiederaufnahme der Förderung erneut besiedelt wird.